# Mimoides ilus
Mimoides ilus is een vlinder uit de onderfamilie Papilioninae van de familie van de pages. De wetenschappelijke naam van de soort is, als Papilio ilus, voor het eerst geldig gepubliceerd in 1793 door Johann Christian Fabricius. De combinatie in Mimoides werd in 1991 gemaakt door K.S. Brown.

## Ondersoorten
- Mimoides ilus ilus
- Mimoides ilus branchus (Doubleday, 1846)
- Mimoides ilus occiduus (Vázquez, 1957)